# Grã-Bretanha nos Jogos Paralímpicos de Verão de 1976
Grã-Bretanha participou dos Jogos Paralímpicos de Verão de 1976, que foram realizados na cidade de Toronto, no Canadá, entre os dias 3 e 11 de agosto de 1976.
Obteve 94 medalhas, das quais 29 de ouro.